# 女一匹シベリア鉄道の旅
『女一匹シベリア鉄道の旅』（おんないっぴきシベリアてつどうのたび）は、織田博子による日本の鉄道漫画。女性漫画家によるロシアおよび周辺諸国の列車一人旅ルポ漫画のシリーズ第一弾。続編にあたる『女一匹シルクロードの旅』『女一匹冬のシベリア鉄道の旅』『北欧！自由気ままに子連れ旅』についても併せて記述する。
以下『女一匹シベリア鉄道の旅』を「旧シベリア」、『女一匹冬のシベリア鉄道』を「冬シベリア」、『女一匹シルクロードの旅』を「シルクロード」、『北欧！自由気ままに子連れ旅』を「北欧！」と呼称する。
日本の旅行漫画では東北アジアで出番が少ないモンゴルが『女一匹シルクロードの旅』『世界家庭料理の旅』で登場する。

## ストーリー
女一匹シベリア鉄道の旅
東京で働くOLであった作者が、25歳の時に夢をかなえるために脱サラして、2010年6月から旧大陸を1周半する放浪旅に出たのであった。彼女は北欧3か国（ノルウェー、スウェーデン、フィンランド）を回ってから、ヘルシンキ（フィンランドの首都） - サンクトペテルブルク（ロシアの旧都） - モスクワを列車で乗り継いで、いよいよシベリア鉄道を横断することになった。
女一匹シルクロードの旅
シベリア鉄道でモスクワ - 北京を通過した作者は、モンゴル、中国、カザフスタン、ウズベキスタン、トルコとシルクロードを今度は西へ進んだ。
女一匹冬のシベリア鉄道の旅
読者の話を聞いて、本来東側の始発駅であるウラジオストクから逆に西へ横断することにし、東京から鈍行列車とフェリーを乗り継いで、ウラジオストクへ。さらにシベリア鉄道でロシアのアイドルグループに会いに向かう。
北欧！自由気ままに子連れ旅
冬シベリアの執筆前に結婚、出産した作者が、子連れ・夫連れで北欧へ再訪問。
その他
織田の著書漫画エッセーに『女一匹冬のシベリア鉄道の旅・特別余録』、『旅する母ちゃん：駒込で子育て』がある。

## 登場人物

### 主人公
全編に於いて、登場する。
織田博子（おだ ひろこ）
本作の作者であり主人公（以降、作者と表記）。作中は「豚」として登場する。会社員であったが、「ユーラシア大陸を鉄道で横断する旅」「世界の家庭料理を訪ね歩く」の夢をかなえるために25歳で脱サラして、2010年6月にシベリア鉄道の旅をした（読者にウラジオストックは通らなかったのですかと言われて、「冬シベリア」で実現）。牛乳とお風呂が大好きで、現地のスーパーで牛乳を買い、サウナがあると知るや、そちらにもゆく。

### 旧シベリア
作者は脱サラ後、半年以上の長期放浪。その前編にあたるトラベルルポ。

#### 「旧シベリア」主要人物
シベリア鉄道乗車編では、モスクワ - 北京間通して登場。
ノルマン
作者、同室ロシア一家と同じ列車客であるカナダ人男性、眼鏡をかけている。夏休みを利用して、シベリア経由で中国へ行くという。彼とは一緒に車窓からバイカル湖を眺め、ザバイカリスクで下車観光していた（なお、ザバイカリスク以降は作者と彼、車掌のみが馴染み）。帰国後も作者とはメールのやり取りをしていて、上海で出会った中国語の先生と結婚したことがわかった。
アンドレイ
作者が乗り込むといた男性車掌。ロシア語が出来ない作者に辟易するが、切符に書かれた数字で説明してくれた。その後も作者、ノルマンに沿線のことを説明してくれる。主要駅に停車するときは制服を着用するが、それ以外の時は私服姿でくつろいでいた。

#### 北欧 - モスクワ
作者はロシアへ渡る前に空路でノルウェーの首都・オスロに入り、ノルウェー、スウェーデン、フィンランドを渡航した。さらに「シベリウス」号で古都に向かい、エルミタージュ美術館を拝見した後はシベリア鉄道の始発駅へ。
スウェーデンのおばちゃん
作者に手製ケーキをくれた。
シベリウス号の車掌
ヘルシンキ駅からサンクトペテルブルクへ移動するために乗車した列車のスタッフ女性。不愛想で作者は困惑した。
女性軍人
国境検査のために乗り込んだ軍人たちの一人。作者に「パスポートを見せろ！」と言い、二度目の連呼と周りの人々の行動から理解してパスポート提示、彼女は作者のパスポートに入国スタンプを押した。
金髪美人
ホテルの場所を尋ねた作者に指差しで教えてくれた。
パン屋の娘
市内にあるスーパーに入店しているベーカリーの若いスタッフ。作者のために慣れない英語で説明してくれた。
エカテリーナ
エルミタージュ美術館に飾られている胸像の女性。作者憧れの人。
電車の向いのおばさん
少し怖そうだが、モスクワに付くのが深夜なので心配になった作者が勇気を出して、投宿先ホテルの最寄り駅を聞いた。彼女は近くの男性たちに「この人を助けてあげて」と号令した。
電車のおじちゃん
おばさんに号令をかけられた男性たち。さっきから困っていた作者を気にしていたようで、作者の地図をのぞき込み、最寄り駅を教えてくれた。
スーダン人男性
モスクワで作者に声をかけたスーツ姿の黒人男性。職業は医者。2人は意気投合して地下鉄に乗り、彼お薦めのロシア料理店へ向かい、食事した後、彼は仕事があるというのでそのまま解散した。
モスクワ・ヤロスラブスキ駅の鉄道警察官
モスクワからシベリア鉄道に乗車するために入場した際、作者が乗り場を聞くと案内してくれた。
ナージャ
サンクトペテルブルクで日本語ガイドをしているロシア美人。しかも優しい（さっき、地下鉄切符売りのおばちゃんにお釣りを投げて返されたショックがあり、なおさらそう思った）。

#### シベリア鉄道（モスクワ-イルクーツク）
モスクワから9000キロの大地を東へ横断するため、列車内および沿線で出会う人物が多く、イルクーツクを境に2項目に分ける。なお、後述と主要人物以外に中国人ビジネスマン、ロシアおじさん、アゼルバイジャンおじさん、ドイツおじさんがいた。
カーチャ
作者が寝泊まりした寝台個室「6」の同居人であるロシア母、娘2人とイルクーツクへ帰る。ぶっきらぼうだが、よく作者などに飲食物をくれる。作者が「カーチャン」というあだなをつけた。
ナスチャ
同じく同居人で、カーチャの長女。学校で勉強していることもあり、少しだけ英語が話せるのでもっぱら作者は彼女とコミュニケーションをとっていた。10歳。民族衣装姿の3人を作者が描いてプレゼント。
マルゴー
作者と同室のロシア一家の末っ子（カーチャの次女）。人見知りしていた。3歳。年齢が近いナイスチャとは意気投合した。本名はマルゲリータ。
モスクワのカーチャ友人たち
カーチャ一家を見送りに来た友人たちは、作者が乗車するまで6号車にいた。
軍人パパ
4号室の乗客である別世帯ロシア一家の父。ナスチャの露英辞典を借りた作者、ノルマンたちとの会話で職業が陸軍勤務と判明。軍人パパはノルマンと酒宴もあって、意気投合。
4号室ママ
4号室の乗客である別世帯ロシア一家の母。職業不明。娘と顔が似ている。夫・娘と一緒にウラン・ウデに帰えるところ。
ナイスチャ
4号室ママ、軍人パパの一人娘。娘もマルゴー同様、人見知りするが、年齢が近いナスチャ、マルゴーとは意気投合。ナスチャに似顔絵プレゼントをしたと知った彼女がおねだりするので、彼女にも似顔絵をプレゼント。カーチャ一家がイルクーツクで下車して別れてしまい、寂しがる。
ジュリア
作者、カーチャたちと同じ列車の客である若いロシア女性。軍隊の諜報部員、休暇で子供たちに会いに行くところ。
ゴス、ニキータ
作者、カーチャたちと同じ列車の客である兵役終わりの若者。故郷へ帰るという。ニキータは英語が話せたので軍隊のことを聞くと、「映画みたいにはいかない」と答えた。
ウエイトレス
なぜかよく歌う。
カーチャの夫、母、姉
イルクーツク駅で迎えに来た家族。

#### シベリア鉄道（イルクーツク - 北京）
（ルディ以外は）カーチャ一家と別れた後に出会った人々。
王（ワン）と仲間の中国おじさん
イルクーツクから乗車して作者の同居人となった3人組。ザバイカリスク（露中国境）で下車。
ザバイカリスク美容室スタッフたち
頭をさっぱりしたいノルマンのリクエストで美容室へ入店。露中ダブル女性やロシアおばさんがスタッフで、作者はロシアおばさんに髪の毛を洗ってもらった。
カフェであったロシア女子学生3人組
美容室の後に入店したカフェで声をかけてきた女性たち。両替したい2人のために銀行を一緒に探すが開いていないので、停車中に両替できなかった。
ルディ
作者が乗車した列車内で違う車両を担当する女性車掌。
中国人の女性軍人
露中国境でパスポート提示を求めてきた、人民軍服をまとった女性。滞在予定国や持ち物など様々な尋問をしてきたが、答えると彼女はアンドレイに「彼女、モンゴルやカザフスタンなどにもよるそうよ」と伝えていた。国境駅で浮かれていた作者、ノルマンを置いてゆこうとした列車に驚愕するが、駅員がいう「回來（ホイライ＝戻ってくる）」を理解して安堵する（実はロシア、モンゴルと中国はレール幅が違うので台車交換するため、いったん車庫に入ったとのこと）。

### シルクロード
作者が初めてのシベリア鉄道旅（旧シベリア）の後、中国・モンゴル・カザフスタン・ウズベキスタン・トルコを訪問、ほぼシルクロード沿いを旅した。

#### 中国・モンゴル編
作者が中国・モンゴルで出会った人々。
ウランバートル - フフホト間列車の乗客
作者がいったんモンゴル入りした後、首都・ウランバートルから中国領南モンゴルの都フフホトへ向かう列車に乗車したときに、同乗した陽気な中国人の男性たち。
フフホトのホステルスタッフ女性
作者がフフホトに到着すると、迎えに来てくれたモンゴル人の投宿先ホステルスタッフ、眼鏡の女性。宿舎はモンゴルの移動式住居ゲルの形をしている。
フフホトのウイグル人パン屋母息
作者がフフホトで朝、ナン屋台をしている親子のウイグル人からナンを購入。中国語は話せない。
フフホト駅員女性
作者が目当ての切符を買おうとすると、「没有（メイヨー＝ない）」と言ってきた窓口の女性。作者が「ネットで調べてある」とメモ書きで対抗すると、切符を売ってくれた。その時、彼女が確保したのは硬臥（ハードシート＝日本でいうB寝台）であった。
フフホト-西安間列車の駅弁売り
作者が車内販売から駅弁を購入。売り人が駅弁の盛り付けをしてくれる。
フイチン
西安在住。北京で旅行中、作者とホステルの同室になったことから意気投合。西安に来た作者を伴い、ムスリム街のレストランへ向かった。この辺は、回族（漢民族の流れをくむイスラム教徒の民族）が多いとのこと。
ウルムチの市場の人々
西安から列車で新疆ウイグル自治区・ウルムチへ。パン屋のおばちゃん、おじちゃん、スイカ売りのおやじ、焼肉店のおやじ、バスターミナルのロシアおばさんなどと出会う。
ニック
作者が西安で出会ったアメリカ人。ウルムチのホステルで再会する。彼の勧めで市内の銭湯「大和洗浴」へ向かい、二人の女性三助さんに洗ってもらう。カザフスタンのアルマトイへ行くというと、反対されて「一緒に行こうか」というが、現地のホステルオーナー・ソーヤンに（ある意味）元気づけられ、一人で行く決心をした（バスでアルマトイへ移動）。
寝台バスおばちゃん
ウルムチ-アルマトイを寝台バスで移動時、出会った東洋系のおばちゃん2人組。ロシア語で話し合った。食事休憩時、作者に一緒に食べようと夕食に誘われた。他にロシア人ビジネスマン、ウイグル人おばちゃん、中国人夫婦。
寝台バス運転手
ウイグル人の気のいい運転手二人。
中国・カザフスタン国境検問の人
作者はパソコンのフォルダまで調べられた。だが、ここで荷物を中国側に置き忘れたのに気付き、彼の協力でいったん中国へ戻り、荷物を以ってカザフスタンへ。
アルマトイバスターミナルの窓口女性
作者が日本人と知り、親切に教えてくれた。

#### カザフスタン編
作者がカザフスタンで出会った人々。
ソーヤン
アルマトイで予約投宿したホステルのオーナーで眼鏡の韓国人女性。チャットでは「大丈夫」といっていたが、やはり心配していた。もともと、友達を泊まらせていたのがきっかけで開業。ホステルを始めたのは様々な人（特に男性）との出会いを求めているのもあり、作者やローレンスを誘ってクラブへ。
ローレンス
ソーヤンの宿で同室となったフランス人女性。香港で英語教師をしていて、一人で中央アジアを旅行中。トルクメニスタンへ行く予定だという。作者が「この後フランスへ向かう」というと、「お勧めしない、財布盗まれないように」と忠告される。彼女と一緒に市内を散策。
チョリン渓谷バスの人々
ローレンスに誘われて、ツアーに参加。ロシア人ガイドのナターリアが応対。
リーザ
アルマトイの公共銭湯「アラサン・バス」で出会ったスタッフの中年女性。浴室ではロシア系美女、現地女性と出会う。
カザフバスのおばちゃん客
自分は座りたいけど、小さい子供にも座らせたいので、隣の作者に容赦なく席を譲らさせた。
カザフバスの黒人男性
サングラスをしたビジネスマン風。小さいバザールで停車すると、彼はいったん下車してトウモロコシを購入して再乗車。彼の真似をしてロシア（らしき）女性二人が次のバス停でトウモロコシ目当てに途中下車。

#### ウズベキスタン編
作者がウズベキスタンで出会った人々。
シャシリク屋台のおやじ
シムケント市内にあるシャシリク（串焼き）を売る屋台の主人。作者は彼からシャシリクを購入。
シムケントバスのウズベク人家族
隣の席の人々。作者を質問攻めにした。国境では両替商の両替攻撃に遭遇する。だが、カザフ・ウズベク国境警備員は優しかった。
シムケント乗り合いタクシーのおばちゃん
現地貨幣の所持金が少ない作者のために、少し寄付をした。
「レギストン号」車掌
シムケント-サマルカンドを移動するために乗車した特急列車の車掌。作者が乗り合わせた箱（両）は乗客が少なかったことから、退屈しのぎに質問攻めにあった。ジョークを言うおじさん車掌に突っ込む若手車掌、そして女性車掌がいる。若手の方が作者にナンを食べさせてくれた。
ヒルダ
サマルカンドで投宿したホテルのオーナー妹。3歳の息子・ヌルムハンマドを育てながら大学に通い、主婦業をこなす。オーナー家族と買い物に同伴し、一緒にブロフ（炊き込みごはん）を食べた。
ズフラ
ヒルダのいとこ。大学受験生で、ホテルの手伝いをしている。ウズベク語しか話せないので、ヒルダが通訳をしてくれる。故郷のオボルン村に作者を招待した（ヒルダが作者の通訳として同伴）。村長はヒルダ、ズフラの祖母で、作者が日本人と知り、昔嫁いだ日本人嫁を思い出して懐かしんだ。
「サラフォン」のオーナー一家
ブハラで作者がすすめられて投宿したホテルのタジク人家族。大旦那のアブドゥル1世、若旦那（大旦那令息）のアブドゥル2世（同じ名前なので、数字で区別）、若旦那夫人、アブドゥル2世の甥、姪・サヴィーナ、大女将（大旦那令夫人）のオリヤ、オリヤの姉妹・ロジア。オリヤが作者をキッチンに招いて、プロフの作り方を見せた。サヴィーナとは絵のプレゼント交換をしている。
宗教図書館のおばちゃん
ブハラにある神学校に併設の図書館に勤務するスタッフ。青い服のおばちゃんが受付して、ガイドまでしてくれた。
ブハラ市内ハマムのおばちゃん
中近東版銭湯（ハマム）の三助おばちゃんで、作者にあかすりした。若い女性スタッフは大学生で、ハマムの仕事はアルバイトでしているという。
ヒヴァの子供たち
作者が通りかかると、「へろー」とあいさつをした。
ヒヴァの美人三姉妹
夜で歩くと、「一緒に踊ろう」と誘われて、一緒に踊った。

#### トルコ編
作者がトルコで出会った人々。
グルチャ
イスタンブールで作者がコミュニティーを使ってお邪魔した家のトルコ人女性。市内の貿易会社に勤務、バリバリのキャリアウーマン。彼女は作者に家庭料理とお茶を提供してくれた。
野良猫
イスタンブールに多く、作者はのんびりウォッチングしていた。

### 冬シベリア
作者が「旧シベリア」出版後、読者に「東の終点には行かないのですか」と指摘され、「ウラジオストクか…どうせなら、冬に行きたいね」と思い立って、再びシベリア鉄道に乗車。

#### 東京 - ウラジオストク
二度目のシベリア鉄道旅をするため、鈍行列車で東京 - 境港を乗り継ぎ移動（タカちゃんは国内区間だけ同伴）、フェリーで境港 - ウラジオストクを移動した。作者、ガリーナは途中寄港するトンヘで途中下船している。
熱海 - 豊橋間電車の壮年客
作者・タカちゃんが乗り合わせた電車で、2人の荷物が多いのを見て声をかけた眼鏡の初老男性。「鳥取」「ロシア」と答えられて驚く。
伯備線の男性客
作者・タカちゃんが乗り合わせた、新見 - 米子間の列車で一緒に乗車した。作者の荷物を見て「俺もロシアに行く」という話をした。
境港観光案内所スタッフ
作者・タカちゃんが国内の鉄道で最終下車した境港駅だが、鬼太郎たちに気を取られている間に連絡バスに乗り遅れそうになった二人にツッコミを入れた女性。
DBSクルーズフェリー境港の女性スタッフ
タカちゃんが港の中で、テープを投げようとした場所には一般人は入れないと注意。
境港の出国管理官
これから乗るフェリーは韓国系で客も韓国人が多いため、作者を韓国人と間違えて韓国語で聞いてしまった。パスポートを見せて日本人とわかった。
DBSクルーズフェリーの韓国女性客
前述の通り、当該のフェリーで一番多い客層。作者が全裸で朝風呂に入った時は（男女別だし全裸でも構わないのだが）、服を着て入浴していたので驚いた。
DBSクルーズフェリーの男性スタッフ
ガリーナにアナウンスの質問をロシア語でされて困惑。作者の助け舟でほっとする。
ガリーナ
フェリーで家のあるウラジオストクへ帰るというロシア人おばさん。作者と同室。韓国語と英語のアナウンスがわからない彼女は男性スタッフに聞くが、彼もロシア語が分からず、見かねた作者が通訳で助け船を出す（といってもロシア語が少ししかわからないので、ほとんどジェスチャーと絵、翻訳アプリで表現）。日本に来たのは境港で仕事をしている息子に会いに来たのだとか。作者を伴い、レストランで食事。同じく作者と一緒に途中下船したことから、トンヘ港でチケットの切り替えを「あなたの分もやってあげる」と言い、作者の分も彼女が手続きを取った。そして、ウラジオストクで別れた。
トンヘのタクシー運転手
途中下船した作者は、イーマート（スーパーマーケット）まで連れて行ってもらった。イーマートでは昼食用の弁当と大好物の牛乳を購入、近くの韓国料理店で朝食をとった。
トンヘの女性スタッフ
ガリーナが作者の分も一緒にチケットを手続きをとった相手。
DBSクルーズフェリーの韓国男性客
フェリーでロシア語の勉強をしていた作者に声をかけてきた眼鏡の男性。ロシアで仕事をしているのでロシア語は理解できるが、英語はできなかった。
DBSクルーズフェリーのロシア美女
フェリーで一緒に乗り合わせたロシア人ギャルたち（トンヘから乗船したかもしれない）。

#### ウラジオストク - モスクワ
二度目のシベリア鉄道旅で出会った人々。
アンナ一家
ロシア人の友人の姉・アンナと彼女の夫・ミーシャ、二人の子供がいる。作者はウラジオストクで「ロシアの一般家庭の料理が習いたい」と、彼女の家を訪問。「マラジョーツナヤ」地区に住んでいる。待ち合わせ場所で一家と合流、まずは市場へ。続いてアンナ家へ移動し、ミーシャが作者に紅茶きのこを飲ませる（今回のプロフは彼が作った）。一家の手料理を食べてから、宿経由で駅へ。
トラちゃん、コロちゃん
ウラジオストク発モスクワ行き列車で、相部屋となったロシア人女子二人組の一人。職業は鉄道保線要員。「トラ柄」の服から、作者があだ名をつけた（本名不明）。彼女の娘・バリーナが日本人と結婚してユジノサハリンスク（サハリンの都）に在住しているという（娘二人ともバリーナで、どっちがサハリン在住かは不明）。もう一人は「コロコロ太っているから」と、こちらも作者があだ名をつけた（やはり本名不明）。食事中、作者を誘い昼ご飯を分け合った。ウランウデの手前で下車した。
トヤナ、オーリャ
ウランウデ出身の友人・トヤナがオーリャを紹介してくれ、ウランウデ駅に途中下車した作者と待ち合わせをした。共に日本で幼稚園の先生をしていたこともあり、日本語は完璧（二人ともブリヤート人で、モンゴル系にあたる）。彼女たちの案内で、地元ブリヤート料理を食す。現在勤務している市内の幼稚園で催した復活祭の集いへの招待や市内名所の案内をしてくれた（天然記念物のマヌルネコが見たいという作者のために動物園にも入園）。作者のことを「ヒロチカ」と呼ぶ。「家庭料理編」でオーリャは作者を自宅に招待して、ツィルニキ（ブリヤートでなくロシア料理、チーズパンケーキ）の手料理をごちそうしてくれた。
「ロシア号」のミーシャ
ウランウデ-イルクーツクで相部屋となった青年（前述のアンナ夫とは別人）、ウラジオストクで消防士をしている。故郷のエカテリンブルクへ帰るところ（単身赴任で妻娘は故郷に残していた）。風邪気味の作者を心配した。
スターリン似のおじちゃん
作者、ミーシャと相部屋の中年男性。ミーシャと同じように作者の風邪を心配した。スターリンのようなひげをしていた。
工事のおじちゃんたち
作者がアグルイズまで乗車した列車で出会った、土木作業員風の乗客たち。ポーカーをしていた。また、別の男性乗客が作者にパンの差し入れをしてくれた。
ナターリア
沿線のイジェフスク在住、作者の友人。彼女はエカテリンブルクからイジェフスクへ行く切符を買う積りが、チケットがとれずチャットで話すと「アグルイズまで買ってみて、そこで迎えに行くから」と言われて、その通りにすると購入できた。アグルイズで娘と共に出迎えてくれ、先の切符地獄騒動から作者は感涙。彼女の仕事は猫のブリーダー。作者がブラン村のおばあちゃんたちに会いたいとファンページに問い合わせると、彼女がお膳立てをすることになった。
リーザ
ナターリアの娘、15歳の高校生。ロシア語が得意でない作者のために文脈通訳を買って出てくれた（作者を頼りなさそうに思ったのか、色々と教えてくれる）。作者のことを「ヒローカ（もしくはヒロ）」と呼ぶ。
ブラン村のおばあちゃんたち
イジェフスク近郊のアイドルグループ。作者妹の話では「ロシアのガールズバンドが熱い」という話。ウドムルト人の老婆が、自分たちの民族衣装を着て、自分たちの言語で歌う。村の教会を創るために歌と踊りでファンディングして、教会を建てた（なお、畑仕事優先のためテレビ出演は断っている）。沖縄小浜島のKBG84（小浜島ばあちゃん合唱団）に近いが、宮沢賢治の「羅須地人協会」的な半農半芸でもある。自分たちに会いに来た作者を熱烈歓迎、おもてなしをしてくれた（もちろん、歌会も含める）。メンバーはエカテリーナ、ゾヤ、アリェフティナなど。
イジェフスク - モスクワ間列車のおばさん乗客
風邪気味の作者に蜂蜜をくれた。

### 作者の親族
シベリア鉄道二部作とシルクロードの後に、作者が結婚。長男、長女、第三子（2021年2月）を出産。作者や「旧シベリア」に登場する両親・妹とは違い、「豚」として描かれてはいない。
カイ
2016年に生まれた作者の長男。1歳4か月の時に、作者は夫を含めて家族で北欧を旅行した（2017年）。
タケシ
作者の夫。2017年の北欧旅行では、作者やカイと一緒に家族旅行。仕事の都合で途中帰国。作者とは最初に入った会社で出会った。「冬シベリア」では、作者の水陸鈍行旅に「その間、なにすんの？」とあきれられた。
作者の両親
「旧シベリア」にて、作者の回想で登場。
タカちゃん
作者が「水陸だけでユーラシア横断する旅」をすると聞いて、同意したいとこ。「私も（船が出発する）境港に行きたい」と、境港まで「青春18きっぷ」を使い、鈍行列車を乗り継いでの同伴することになった。「猫」の姿で登場する。
作者の妹
「冬シベリア」にて、作者の回想で登場。作者にロシアのアイドルグループを教えた。
やっちゃん
カイ（当時、1歳4か月）を連れての北欧旅行の後に出産して、2019年に誕生した長女。「北欧！」エピローグでは作者体内にいて、「家庭料理・正編」でデビュー。
作者の次女
「家庭料理おかわり」でデビュー、オンとは最後にテレビ電話（スマホ）越しに会えた。

### 国内の友人
「冬シベリア」および「北欧！」で登場した、作者の日本人友人。
いずみ
スウェーデン語饒舌な才媛。「冬のシベリア」では、鉄道と船だけの一人鈍行旅と聞いて、「暇そう、苦行でしかない」とあきれられた。
ゆう
いずみの息子
はーちゃん
作者といずみの友人、女子高生。料理、お菓子作り好き。

### 北欧！
作者が子連れで訪問した北欧3か国（フィンランド、スウェーデン、ノルウェー）に関連する人物たち。

#### アンドレアス一家
作者が2010年に北欧渡航したときに知り合った青年と彼の家族。2017年のピクニックではいずみ母息、はーちゃんも合流して8人1匹の群像パーティーとなった。
アンドレアス
作者の友人に「スウェーデンに来たら彼に会うといい」と言われて、会いに来た。日本に留学経験があるため、日本語は饒舌。泊まる場所がまだない作者に彼は代わりにホテルの予約をとってあげている。他にもスーパーへ連れて行ってくれ、祖母の家に招待してくれている。なお、作者に会いに再訪日時、タケシに会っている。ジャガイモの皮をむくと咳が出てしまう体質。
インヒー
アンドレアスの妻で、韓国人。アンドレアスの再訪日後に結婚している。作者が夫息伴いスウェーデン入りする話をリモートで話すと、「妻や愛犬と一緒にピクニックしよう」ということになった。ネット動画で日本のドラマを見ていて、日本の文化に詳しい（だが日本語は話せない）。彼女がスウェーデンの大学へ留学したときに、アンドレアスと知り合ったという。
テルス
アンドレアスの飼い犬。カイ、ゆうと仲良く遊んでいた。
マリア
アンドレアスの祖母。「スウェーデンの家庭料理を知りたい」という作者に、アンドレアスと友人は「マリアおばあちゃんがいい」と紹介された。ポーランド出身、船でスウェーデンに移住して、アンドレアスの祖父と結婚。作者が出会った当時は社交ダンスにはまっていたという。彼女の住む集合住宅に来た作者、アンドレアス、テッドにごちそう（現地料理、リンゴケーキ）をふるまう。だが、作者の再訪する前に逝去。

#### 北欧の友人たち
「北欧！」で登場した、現地の友人たち。北欧は夏が短く、日照時間も少ないので春-秋になると日本人より「暖かさ」を鋭く感じて、ピクニックをしたくなる。
ユリア
2010年の初北欧で出会う。一緒にATMを探してくれ、「よし、大丈夫！」という口癖が作者を元気づけた。彼氏は日本アニメおたく。カフェでフィーカ（お茶）するのが好きで、作者たち連れだってはしごすることもある。実は菜食主義で、日本では寿司がおいしくて、帰国するまで解禁してしまった。
ナザニン
同じく2010年の初北欧で出会う。作者とユリアの友人でイラン系。職業はエンジニア。彼氏は草食系。作者の影響でウズベキスタンを訪問している。
テッド
アンドレアスの友人。元軍人、強面マッチョだがマリアのケーキと日本ラーメンが好物。マリアの集合住宅にあるエレベーターの構造に興味がる作者に驚く。

#### 「北欧！」その他
「北欧！」の各地で登場。
ゲストハウスの丁抹男性
作者・夫息が宿泊したゲストハウスで、タカシとカイが先に寝てしまい、作者がロビーでたたずんでいると声をかけてきたデンマーク人男性。
ストックホルム中央駅員
英語が流暢すぎて、わからなかった。
トラムの眼鏡おやじ
作者、タカシ、カイがストックホルムからトラムでピクニック会場のコールゴーデン島・ベルマンスロへ行く時に乗車したトラムで、ベビーカー同伴者は無料と教えてくれた。
トラムのおばさん
ベルマンスロ手前の駅で下車する乗客たち。作者が心配して「この電車はベルマンスロへゆかないのですか」と聞くと、「行くので心配いらないよ」と教えてくれた。
スカンセンの女性スタッフ
ユールゴーデン島にある野外博物館の人。おじいさん人形に付いての説明をしてくれた。
ムーミンワールドのスタッフ
作者、タカシ、カイが日帰りでフィンランドへ渡航時に、訪問したナーンタリ北西部のカイロ島全体をテーマパークにしている。初北欧では行けなかったので、タカシを口説いて実現した。スタッフたちは原作に忠実なコスプレをしていたが、なぜかスナフキン役のイケメンは子供に不評であった。
モーラのタクシー運転手
作者、タカシ、カイ、いずみ母息、はーちゃんがスウェーデン・ダーラナ地方にあるモーラにあるコテージに宿泊するため、乗ろうとしたタクシーの運転手。彼は英語が話せないので、いずみが通訳。彼はモーラに1台しかないタクシー（の運転手）とのことで、他の人を送ってから戻り、作者たちをコテージに送った。
マルクス
夫が帰国してカイがけがをするトラブルの後、作者、カイ、いずみ母息、はーちゃんとで出かけたモーラ醸造所の（二代目）社長で、彼がオープンカーで迎えに来てくれた。日本人の彼女がいるので日本語が饒舌。醸造所はもともと、酒好きである彼の父が趣味が高じてもともとあった工場を復活させ、プライベートバーまでつくってしまった（マルクス母が自宅で作らないでほしいというのが発端）。そのため、作者たちは工場見学の後、ビール、つまみを味わうことが出来た。
ストックホルム何某サウナの女性ゲスト
作者がカイを伴い、入店したサウナで出会った女性客。顔は日本人ぽいが、国籍不明。英国を旅してから来たという。作者とお互いに人生相談をした。

## その他
- 「冬シベリア」の東京-ウラジオストク旅行記は、マトグロッソ（http://matogrosso.jp/）参照。

## 書誌情報
- 織田博子 『女一匹シベリア鉄道の旅』 イースト・プレス〈コミックエッセイの森〉、全3巻
  1. 2015年1月27日発売 ISBN 978-4-7816-1285-0（旧シベリア）
  2. 2017年7月13日発売 ISBN 978-4-7816-1559-2（冬シベリア）
  3. （冬シベリア特別余禄）
- 織田博子 『女一匹シルクロードの旅』 イースト・プレス〈コミックエッセイの森〉、全1巻
  1. 2019年4月19日発売 ISBN 978-4-7816-1376-5
- 織田博子 『北欧！自由気ままに子連れ旅』 イースト・プレス〈コミックエッセイの森〉、全1巻
  1. 2019年4月19日発売 ISBN 978-4-7816-1777-0

- 織田博子 『世界を旅する母ちゃん：駒込で子育て』 しろいぶた書房、全1巻